# Rui de Sequeira
Rui de Sequeira (XVe siècle) était un marin, navigateur et explorateur portugais.

## Navigation
Naviguant au service de Jean II de Portugal, Rui de Sequeira atteint la côte de l'actuel Nigeria en 1472, nommant la lagune de la région de Lagos du nom de Lago de Curamo. Il nomme également l'actuelle ville de Lagos de ce nom, probablement en l'honneur de la ville de Lagos en Algarve.
Il découvre l'île située au nord de Sao Tomé et la nomme Principe en l'honneur du prince héritier Jean II de Portugal. En contournant l'île de Sao Tomé, il franchit une première fois l'équateur.
En 1475, à l'expiration de son contrat, Sequeira dépasse en profondeur l'équateur et atteint le cap Sainte-Catherine, au sud de l'Équateur et du fleuve Gabon.
En 1481, il est envoyé par le roi, avec Lopo Gonçalves, à la recherche de l’extrémité sud de l'Afrique, le cap de Bonne-Espérance.